# Falzes
Falzes, németül: Pfalzen, település Olaszországban, Bolzano autonóm megyében. Lakosainak száma 3077 fő (2023. január 1.). Falzes Chienes, Gais, Selva dei Molini, Bruneck és San Lorenzo di Sebato községekkel határos.

## Népesség
A település népességének változása:
| Lakosok száma | 2761 | 2783 | 3077 |
|               | 2017 | 2018 | 2023 |